# Cratere Okikurumi
Okikurumi è un cratere sulla superficie di Rea.